# Paweł Arndt
Paweł Antoni Arndt (ur. 21 stycznia 1954 w Gnieźnie) – polski polityk, samorządowiec, inżynier budownictwa, poseł na Sejm III, V, VI, VII i VIII kadencji, senator X kadencji.

## Życiorys
Jest synem Aleksandra i Zofii. W 1978 ukończył studia na Wydziale Budownictwa Lądowego Politechniki Poznańskiej, otrzymując tytuł zawodowy inżyniera budownictwa lądowego ze specjalnością w zakresie budownictwa miejskiego i przemysłowego. W 2003 ukończył studia podyplomowe z wyceny nieruchomości na Politechnice Szczecińskiej.
Od końca lat 70. pracował zawodowo na różnych budowach na terenie Wielkopolski. W 1990 rozpoczął działalność w gnieźnieńskim samorządzie. Do 1998 zasiadał w radzie miasta, pełniąc nadto funkcję wiceprezydenta miasta. W 2002 został wybrany do sejmiku wielkopolskiego z listy koalicji POPiS, a następnie objął stanowisko jego przewodniczącego. W latach 2004–2005 zasiadał w Komitecie Regionów Unii Europejskiej.
W latach 80. działał w NSZZ „Solidarność”. W latach 1992–1993 należał do Partii Chrześcijańskich Demokratów. Od 1997 do 2001 był członkiem Ruchu Społecznego AWS. W 2002 wstąpił do Platformy Obywatelskiej. Od 1990 należy do Gnieźnieńskiego Klubu Katolików, a od 1997 do Stowarzyszenia Rodzin Katolickich.
W 1997 został posłem III kadencji z listy AWS z okręgu poznańskiego. W Sejmie zasiadał w Komisji Finansów Publicznych oraz Komisji Polityki Przestrzennej, Budowlanej i Mieszkaniowej. W 2001 ubiegał się o reelekcję z listy AWSP, która nie osiągnęła progu wyborczego dla koalicji. W okresie 2001–2005 był dyrektorem administracyjnym Kolegium Europejskiego w Gnieźnie przy Uniwersytecie im. Adama Mickiewicza. W 2005 po czteroletniej przerwie ponownie uzyskał mandat poselski, otrzymując w wyborach parlamentarnych 6546 głosów z listy Platformy Obywatelskiej w okręgu konińskim. W V kadencji pracował w Komisji Finansów Publicznych.
W wyborach parlamentarnych w 2007 po raz trzeci został posłem z wynikiem 17 394 głosy. W 2009 objął funkcję przewodniczącego Komisji Finansów Publicznych. W wyborach w 2011 uzyskał reelekcję, otrzymując 12 627 głosów. W 2015 został ponownie wybrany do Sejmu, otrzymując 17 925 głosów. W Sejmie VIII kadencji został zastępcą przewodniczącego Komisji Cyfryzacji, Innowacyjności i Nowoczesnych Technologii oraz członkiem Komisji Finansów Publicznych.
W wyborach w 2019 został wybrany w skład Senatu X kadencji. Kandydował z ramienia Koalicji Obywatelskiej w okręgu nr 92, otrzymując 76 897 głosów. Nie kandydował w kolejnych wyborach w 2023.

## Wyniki w wyborach parlamentarnych
| Wybory | Komitet wyborczy   | Komitet wyborczy                   | Organ             | Okręg | Wynik           |
| ------ | ------------------ | ---------------------------------- | ----------------- | ----- | --------------- |
| 1997   |                    | Akcja Wyborcza Solidarność         | Sejm III kadencji | nr 35 | 19 010 (3,76%)  |
| 2001   |                    | Akcja Wyborcza Solidarność Prawicy | Sejm IV kadencji  | nr 37 | 3815 (1,48%)    |
| 2005   |                    | Platforma Obywatelska              | Sejm V kadencji   | nr 37 | 6546 (3,00%)    |
| 2007   | Sejm VI kadencji   | Platforma Obywatelska              | 17 394 (5,84%)    | nr 37 |                 |
| 2011   | Sejm VII kadencji  | Platforma Obywatelska              | 12 627(4,82%)     | nr 37 |                 |
| 2015   | Sejm VIII kadencji | Platforma Obywatelska              | 17 925 (6,46%)    | nr 37 |                 |
| 2019   |                    | Koalicja Obywatelska               | Senat X kadencji  | nr 92 | 76 897 (41,71%) |